# ウィリアム・ジョーンズ (海軍長官)

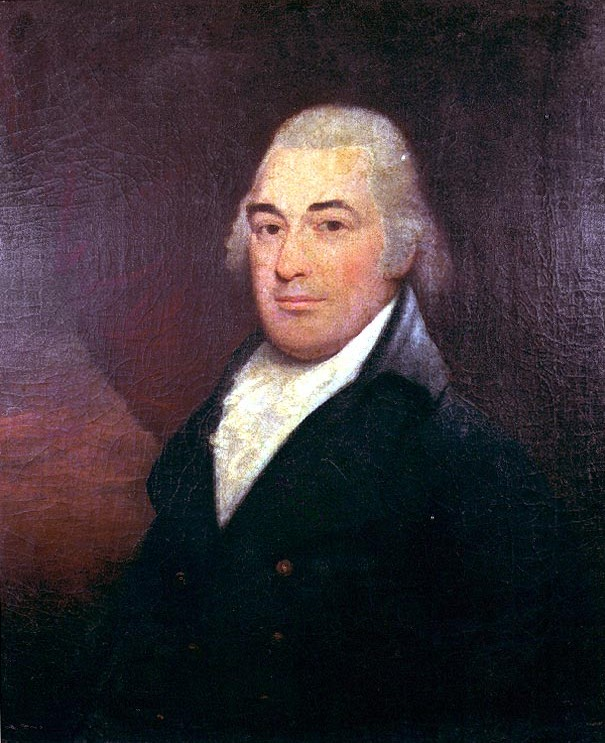
ウィリアム・ジョーンズ

ウィリアム・ジョーンズ（William Jones, 1760年9月6日 - 1831年9月6日）は、アメリカ合衆国の政治家。共和党に所属し、1801年から1802年までアメリカ合衆国下院議員を、1813年から1814年まで第4代アメリカ合衆国海軍長官を務めた。

## 生涯
1760年、ジョーンズはペンシルベニア州フィラデルフィアで生まれた。ジョーンズはアメリカ独立戦争の最中に造船所に見習工として就職し、トレントンの戦いやプリンストンの戦い、その他の海戦を間近で見た。独立戦争後、ジョーンズはサウスカロライナ州チャールストンやペンシルベニア州フィラデルフィアで商人として成功を収め、1800年にはアメリカ合衆国下院にペンシルベニア州第1選挙区から選出された。1801年には海軍長官への就任を打診されたが辞退し、1803年の会期末をもって下院議員も辞職した。
米英戦争が激化した1813年1月、ジョーンズはアメリカ合衆国海軍長官に就任した。ジョーンズは合衆国沿岸の防衛戦略を提示し、商業船舶に対する公海上での襲撃に対処した。また五大湖における合衆国の大勝利にも寄与し、1814年末には海軍省の再編を提起した。ジョーンズのこの提起は海軍評議委員会の創設へとつながり、この1815年から1842年まで運営された。
1813年初頭から1814年初頭まで、ジョーンズはアメリカ合衆国財務長官の代行も務めた。また1816年には第二合衆国銀行の総裁にも指名された。ジョーンズはその後1819年に商業活動に復帰した。
1831年9月6日、ジョーンズはペンシルベニア州ベスレヘムで死去した。ジョーンズの遺体は同州フィラデルフィアの聖ピーター教会墓地に埋葬された。
ジョーンズの死後、アメリカ海軍では、ジョーンズの功績を称えて、駆逐艦ウィリアム・ジョーンズにその名が付けられた。